# Olesya Bufalova-Zabara
Olesya Bufalova-Zabara (née le 6 octobre 1982) est une athlète russe spécialiste du triple saut. 

## Carrière

### Palmarès
| Date | Compétition                    | Lieu        | Résultat | Performance |
| ---- | ------------------------------ | ----------- | -------- | ----------- |
| 2006 | Championnats d'Europe          | Göteborg    | 5e       | 14,23 m     |
| 2007 | Championnats d'Europe en salle | Birmingham  | 2e       | 14,50 m     |
| 2011 | Championnats d'Europe en salle | Paris-Bercy | 2e       | 14,15 m     |

### Records
| Épreuve                  | Performance | Lieu      | Date            |
| ------------------------ | ----------- | --------- | --------------- |
| Triple saut en salle     | 14,54 m     | Toula     | 16 juillet 2006 |
| Triple saut en plein air | 14,50 m     | Krasnodar | 15 janvier 2008 |